# Urgnano

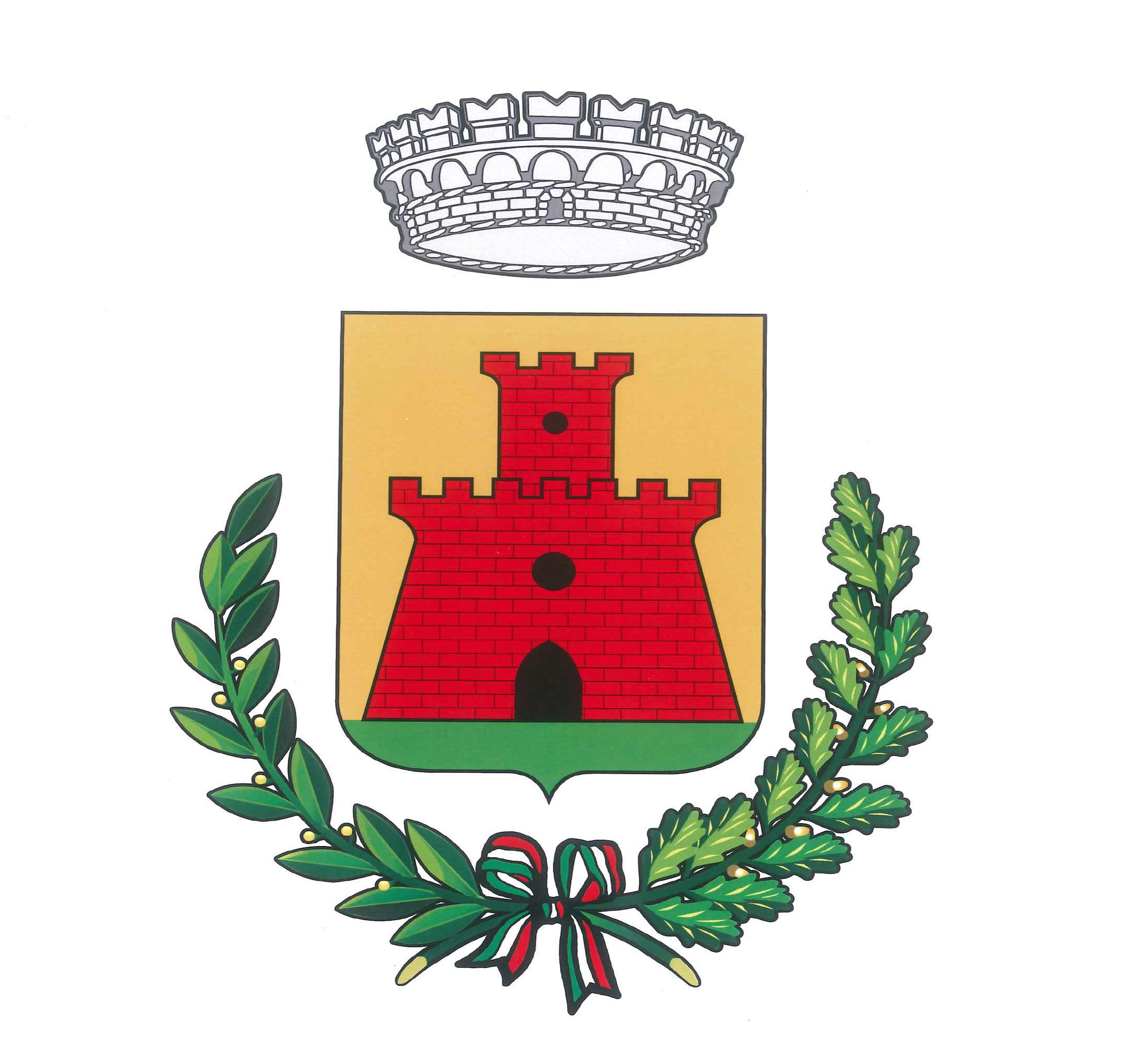
Logo ufficiale approvato con delibera del consiglio comunale n.11 del 22/05/2015

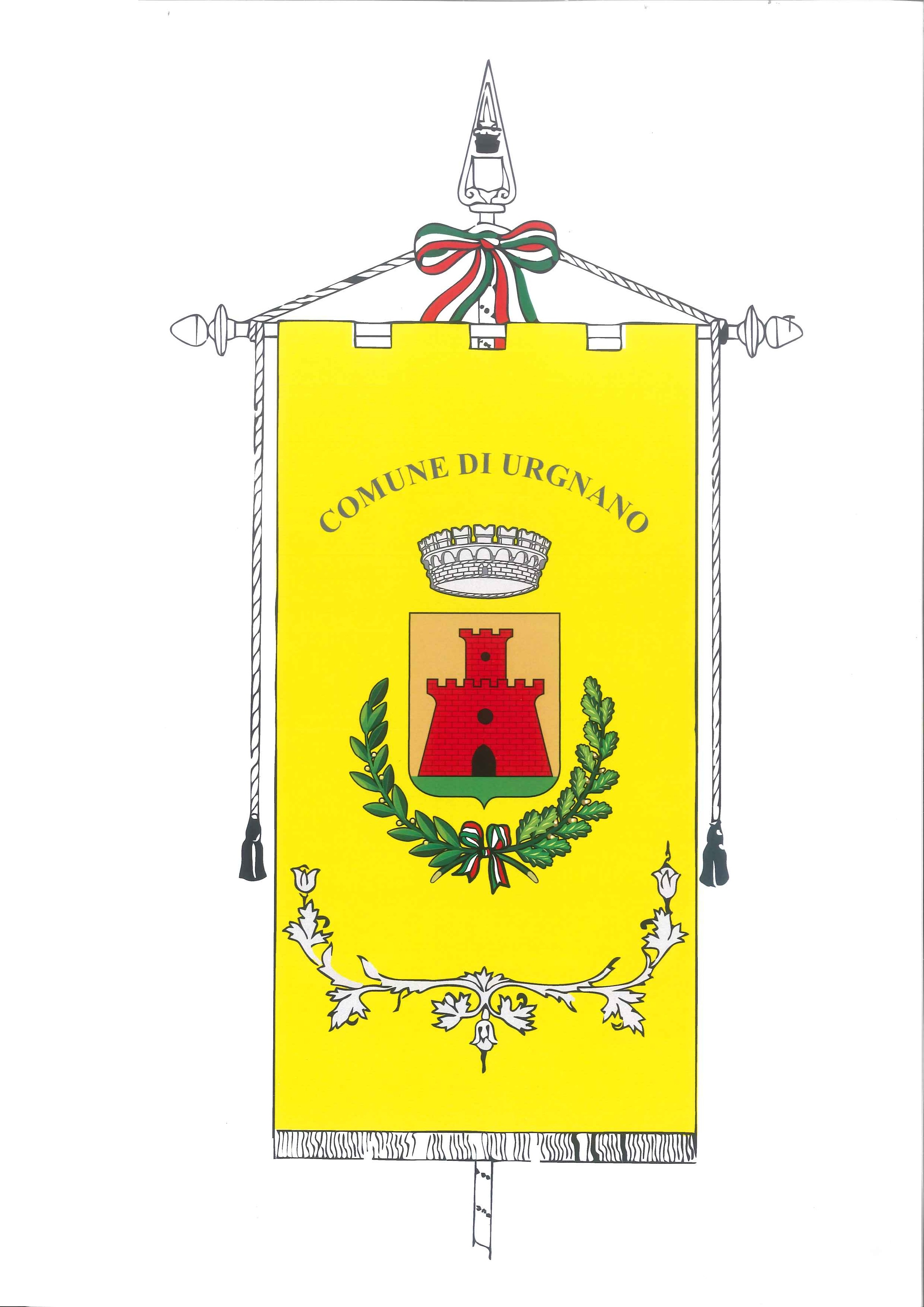
Gonfalone approvato con delibera del consiglio comunale n.11 del 22/05/2015

Urgnano ([uɾˈɲaːno]; Örgnà [øɾˈɲa] in dialetto bergamasco) è un comune italiano di 10 134 abitanti della provincia di Bergamo in Lombardia. Situato nella bassa pianura bergamasca, dista 7 km dal capoluogo orobico.

## Storia
Le origini del paese affondano nell'epoca romana, periodo del quale sono stati rinvenuti reperti di notevole importanza, tra cui due lapidi funerarie. Si presume che anche il toponimo trovi origine in quegli anni, derivando dal nome latino di un antico proprietario terriero di allora, tale Aurinus, a cui venne aggiunto il suffisso aggettivale -anus.
A tale periodo risalgono anche le vie Cremasca e Francesca, utilizzate dalla viabilità moderna come arterie di scorrimento, che tagliano la pianura bergamasca.
Zona quindi di particolare interesse, vide anche insediamenti della popolazione longobarda, della quale sono state ritrovate sepolture.
Nel corso del IX secolo si ha notizia dell'arrivo dei Franchi, i quali ripristinarono la via Francesca per permettere il trasferimento della salma dell'imperatore Ludovico II da Brescia a Milano.
Questi istituirono anche il Sacro Romano Impero, a cui fa riferimento il primo documento che attesta l'esistenza del comune rurale di Urgnano, risalente al 985.
Durante questo periodo e per tutto il X secolo, si verificarono anche alcune invasioni barbariche, che secondo alcuni sarebbero alla base di un'altra spiegazione inerente al toponimo, derivante dal nome degli Unni, protagonisti di scorrerie sui territori della pianura padana. Un'ultima interpretazione dell'origine etimologica del nome, adottata dalla tradizione popolare, vorrebbe farlo derivare da urna, tanto che anche lo stemma del paese ne reca un'immagine.
Il periodo di profonda instabilità, unito ai crescenti scontri tra le fazioni dei guelfi e dei ghibellini, portò il paese a dotarsi di fortificazioni a scopo difensivo, tra le quali spiccava un castello. Risalente a un periodo compreso tra il X e l'XI secolo, raggruppò attorno a esso gran parte della popolazione, creando così un notevole nucleo abitativo, che forma il centro storico.
Nei secoli successivi il paese divenne feudo della famiglia milanese dei Visconti che, a partire dal XIV secolo fece erigere una rocca in luogo di una precedente fortificazione, al fine di proteggere il loro possedimento dalle mire espansionistiche delle altre potenze (famoso fu l'attacco portato al borgo da Facino Cane), prima fra tutte la Repubblica di Venezia.
Urgnano difatti si trovava in una zona di confine tra le due entità politiche del tempo tanto che, a partire dalla prima metà del XV secolo, passò sotto la dominazione della Serenissima. Questa emanò una serie di provvedimenti volti a migliorare la situazione sociale ed economica, restaurò e rinforzò il castello e lo assegnò in feudo, unitamente alle terre circostanti, al condottiero Bartolomeo Colleoni.
Documenti risalenti al 1622 attestano l'esistenza di numerosi campi adibiti alla coltivazione di granoturco, ponendo quindi Urgnano tra i primi paesi a introdurne la coltura.
I secoli successivi non videro avvenimenti di particolare rilievo per Urgnano, che seguì le sorti politiche del resto della provincia, passando alla Repubblica Bergamasca, poi alla Repubblica Cisalpina nel 1797, a cui poi subentrarono nel 1815 gli austriaci, per essere definitivamente annesso al Regno d'Italia nel 1859.
Il 29 aprile 1945, dopo la Liberazione a Urgnano nove aderenti alla Repubblica Sociale Italiana furono prelevati dalle autorità provvisorie, per essere poi trasferiti a Bergamo e fucilati nel locale cimitero.
In tempi recenti nel paese venne decisa la costruzione di una circonvallazione, la cui costruzione implicò tuttavia la parziale demolizione della cinta muraria e del castello stesso.
Soltanto nella seconda metà del XX secolo il paese ha subìto un notevole incremento industriale e demografico, ponendolo tra le realtà principali della zona.

### Simboli
Lo stemma, il gonfalone e la bandiera del comune di Urgnano sono stati concessi con decreto del presidente della Repubblica del 23 settembre 2015.
Il gonfalone è un drappo di giallo.
La bandiera è un drappo partito di giallo e di rosso, caricato dello stemma comunale.

## Monumenti e luoghi d'interesse

### Rocca viscontea
Il luogo che caratterizza maggiormente il territorio comunale è senza dubbio la Rocca viscontea. Edificata nel XIV secolo dove già esisteva una fortificazione antecedente al periodo medievale, venne più volte ristrutturata dai proprietari che succedettero ai Visconti: tra questi si segnalano gli interventi operati dalle famiglie Colleoni e Albani.
Il castello è di proprietà comunale, presenta una struttura a pianta quadrata con quattro torri poste ai vertici perimetrali e altre due sopra le porte d'ingresso. Conserva anche il fossato e i relativi ponti di accesso, e spesso è sede di iniziative culturali.

### Architetture religiose

#### Prepositurale dei Santi Nazario e Celso
In ambito religioso riveste notevole importanza la parrocchiale, dedicata ai santi Nazario e Celso, risalente alla fine del XVIII secolo e contenente opere di notevole valore, tra cui spiccano gli affreschi di Vincenzo Angelo Orelli, la Pietà del Tintoretto, il dipinto San Nazario e Celso condannati alle verghe eseguito da Enrico Scuri, la Via Crucis e Gesù scaccia i mercanti dal tempio di Francesco Capella e L'invenzione da parte di Sant'Ambrogio delle reliquie dei Santi Nazario e Celso, opera di Giacomo Trecourt. La chiesa ospita il più grande organo settecentesco costruito in Bergamo. È opera di Giuseppe (II) Serassi, che lo completò nel 1798. Profondamente alterato nel 1930, è stato riportato a una forma vicina all'originaria con il restauro terminato nel 2013. Esternamente si presenta con una facciata in pietra e con un campanile posto a lato, detto campanile del Cagnola dal nome dell'architetto Luigi Cagnola, in stile neoclassico e alto ben 54 metri. Ospita un concerto di 12 campane in si♭2, fuse dalla fonderia Bizzozero di Varese nel 1834 (in origine erano 8 campane). Le due campane maggiori e l'allora piccola vennero requisite durante la seconda guerra mondiale, poi ripristinate dalla fonderia Ottolina di Bergamo nel 1947. Nel 1986 furono aggiunte le 3 campane minori, da parte della fonderia Capanni di Castelnovo ne' Monti; nel 2001 fu aggiunta la settima minore (il semitono), sempre a opera della fonderia Capanni, diventando uno dei concerti di campane più grandi della Lombardia. 
Al di sotto dell'aula stessa si trova la chiesa ipogea dello Scurolo.
Nel 2023 la chiesa ha subito un importante intervento di restauro, in quanto il degrado delle statue situate sulla facciata stava mettendo a rischio l'incolumità dei fedeli. L'intervento è stato realizzato grazie al contributo della Fondazione Cariplo, con il suo bando "SOS Patrimonio" ed è stato svolto dall'azienda bergamasca Orpimento S.r.l.

#### Santuario Madonna della Basella
Nella frazione Basella grande interesse riveste il santuario omonimo, costruito in seguito alle apparizioni della Madonna, avvenute l'8 e 17 aprile 1356. Ampliata un secolo più tardi per volere del condottiero Bartolomeo Colleoni, che vi seppellì la figlia Medea, rappresenta ancor il luogo di pellegrinaggio e di devozione popolare. Il santuario conserva anche la sepoltura di Alessandro Martinengo Colleoni, nipote del condottiero, e della moglie Bianca di Tomaso Mocenigo, quando furono traslate dalla chiesa di Santo Stefano dopo la sua distruzione per la realizzazione delle Mura veneziane di Bergamo.

#### Altre chiese
Meritano infine menzione anche la chiesa della Beata Vergine Maria Addolorata e la chiesetta agreste della Trinità, quest'ultima risalente al XV secolo.

### Parchi
Sul territorio comunale si trovano anche il Parco del Serio, interessante dal punto di vista naturalistico, ed il museo africano.
Parco Martiri delle Foibe
Particolare attenzione per questo parco immerso in un ambiente con palazzi in marmo in stile barocco

## Società

### Evoluzione demografica
Abitanti censiti

## Amministrazione
| Periodo        | Periodo        | Primo cittadino | Partito                       | Carica  | Note |
| -------------- | -------------- | --------------- | ----------------------------- | ------- | ---- |
| 28 maggio 2002 | 28 maggio 2007 | Enzo Togni      |                               | sindaco |      |
| 29 maggio 2007 | 15 maggio 2011 | Venceslao Testa | centro-destra                 | sindaco |      |
| 16 maggio 2011 | in carica      | Efrem Epizoi    | lista civica - Guardare oltre | sindaco |      |